# Schweizer Nordische Skimeisterschaften 1972
Die Schweizer Nordischen Skimeisterschaften 1972 fanden am 9. Januar 1972 in Entlebuch, am 22. und 23. Januar 1972 am Vue des Alpes und in Le Locle und am 19. März 1972 in Kandersteg statt. Ausgetragen wurden im Skilanglauf bei den Männern die Distanzen 15 km, 30 km und 50 km  und die 4 × 10 km Staffel. Bei den Frauen fand ein Rennen über 7,5 km statt. Erfolgreichster Skilangläufer war der Einsiedelner Alfred Kälin, der über 30 km und 50 km gewann. Zudem siegte Edi Hauser über 15 km und die Staffel von Alpina St. Moritz. Bei den Frauen wurde Ruth Schwarz Meisterin im Rennen über 7,5 km. Das Skispringen gewann Hans Schmid. In der Nordischen Kombination wurde aufgrund der geringen Beteiligung kein Meistertitel vergeben.

## Skilanglauf

### Männer

#### 30 km
| Platz | Name              | Verein            | Zeit (std) |
| ----- | ----------------- | ----------------- | ---------- |
| 01    | Alfred Kälin      | SC Einsiedeln     | 1:33:49,8  |
| 02    | Werner Geeser     | Arosa             | 1:34:34,4  |
| 03    | Edi Hauser        | SC Obergoms       | 1:35:29,0  |
| 04    | Flury Koch        | Alpina St. Moritz | 1:35:40,0  |
| 05    | Hans-Ueli Kreuzer | SC Obergoms       | 1:35:47,4  |
| 06    | Louis Jaggi       | Im Fang           | 1:35:49,4  |
| 07    | Urs Roner         | Alpina St. Moritz | 1:36:03,3  |
| 08    | Giuseppe Dermon   | SC Disentis       | 1:36:14,7  |
| 09    | Albert Giger      | Alpina St. Moritz | 1:37:33,7  |
| 10    | Paul Jaggi        | Im Fang           | 1:38:29,9  |

Datum: Sonntag, 9. Januar 1972 in Entlebuch

Nach seinem Sieg im Vorjahr in der Nordischen Kombination, holte Alfred Kälin auch im Skilanglauf seinen ersten Schweizer Meistertitel. Der Vorjahressieger Alois Kälin kam, aufgrund eines kaputten Skis, nur auf den 12. Platz.

#### 15 km
| Platz | Name              | Verein            | Zeit (min) |
| ----- | ----------------- | ----------------- | ---------- |
| 01    | Edi Hauser        | SC Obergoms       | 50:44,5    |
| 02    | Alfred Kälin      | SC Einsiedeln     | 50:52,9    |
| 03    | Alois Kälin       | SC Einsiedeln     | 53:12,9    |
| 04    | Werner Geeser     | Arosa             | 51:33,8    |
| 05    | Albert Giger      | Alpina St. Moritz | 52:21,3    |
| 06    | Hans-Ueli Kreuzer | SC Obergoms       | 52:25,1    |
| 07    | Christian Pfeuti  | Sangernboden      | 53:11,1    |
| 08    | Urs Roner         | Alpina St. Moritz | 53:17,9    |
| 09    | Ulrich Wenger     | SC Obergoms       | 53:14,7    |
| 10    | Louis Jaggi       | Im Fang           | 53:24,1    |

Datum: Samstag, 22. Januar 1972 am Vue des Alpes

#### 50 km
| Platz | Name             | Verein            | Zeit (std) |
| ----- | ---------------- | ----------------- | ---------- |
| 01    | Alfred Kälin     | SC Einsiedeln     | 2:25:39    |
| 02    | Werner Geeser    | Arosa             | 2:27:42    |
| 03    | Albert Giger     | Alpina St. Moritz | 2:28:42    |
| 04    | Christian Pfeuti | Sangernboden      | 2:29:39    |
| 05    | Edi Hauser       | SC Obergoms       | 2:29:42    |
| 06    | Georges Ducomun  | La Sagne          | 2:32:26    |
| 07    | Walther Hermann  | Grenzwachtkorps   | 2:36:12    |
| 08    | Michel Borghi    | Les Diablerets    | 2:38:08    |

Datum: Sonntag, 19. März 1972 in Kandersteg

#### 4 × 10 km Staffel
| Platz | Namen                                                      | Verein            | Zeit (std) |
| ----- | ---------------------------------------------------------- | ----------------- | ---------- |
| 01    | Roberto Parolini Urs Roner Albert Giger Flury Koch         | Alpina St. Moritz | 2:01:50    |
| 02    | Konrad Hischier Ulrich Wenger Hans-Ueli Kreuzer Edi Hauser | SC Obergoms       | 2:04:04    |
| 03    | Alfred Kälin Alois Oberholzer Alois Kälin Paul Rief        | SC Einsiedeln     | 2:04:36    |

Datum: Sonntag, 23. Januar 1972 am Vue des Alpes

### Frauen

#### 7,5 km
| Platz | Name               | Verein        | Zeit (min) |
| ----- | ------------------ | ------------- | ---------- |
| 01    | Ruth Schwarz       | Zürich        | 33:34,5    |
| 02    | Rosmarie Kurz      | Winterthur    | 33:37,9    |
| 03    | Chantal Büche      | Chaumont      | 34:20,0    |
| 04    | Jeannine Frei      | Mont Soleil   | 35:28,0    |
| 05    | Christine Strupler | Bern          | 35:38,0    |
| 06    | Heidi Plüss        | SC Einsiedeln | 35:48,0    |

Datum: Samstag, 22. Januar 1972 am Vue des Alpes

## Nordische Kombination

### Einzel
| Platz | Name             | Ort        | Zeit (min) |
| ----- | ---------------- | ---------- | ---------- |
| 01    | Heinz Wäffler    | Kandersteg | 56:45      |
| 02    | Gregor Hauswirth | Bern       | 1:00:10    |
| 03    | Martin Regli     | Zürich     | 1:07:47    |

Datum: Samstag, 22. Januar und Sonntag, 23. Januar 1972 am Vue des Alpes

Es wurde aufgrund der geringen Beteiligung kein Meistertitel vergeben.

## Skispringen

### Normalschanze
| Platz | Name           | Verein    | Weite 1 | Weite 2 | Punkte |
| ----- | -------------- | --------- | ------- | ------- | ------ |
| 01    | Hans Schmid    | Mümliswil | 80,0 m  | 74,0 m  | 225,0  |
| 02    | Sepp Zehnder   | Schaan    | 72,5 m  | 69,0 m  | 210,0  |
| 03    | Walter Steiner | Wildhaus  | 71,0 m  | 70,0 m  | 206,2  |

Datum: Sonntag, 23. Januar 1972 in Le Locle

Hans Schmid gewann auf der Combe-Girard-Sprungschanze in Le Locle mit Weiten von 81 m und 74 m und holte nach 1969 seinen zweiten Meistertitel.